# Judo ai XVI Giochi panamericani
Il judo ai XVI Giochi panamericani si è svolto al Gimnasio del CODE II di Guadalajara, in Messico, dal 26 al 29 ottobre 2011. Delle 14 categorie in programma, di cui sette maschili e sette femminili, ben 12 sono state vinte da Brasile e Cuba. Netto il dominio brasiliano in campo maschile (6 ori su 7) e quasi altrettanto netta la supremazia cubana in ambito femminile (5 ori su 7). Nel medagliere solo una medaglia di bronzo in più ha permesso alla nazione sudamericana di piazzarsi in testa.

## Calendario
Tutti gli orari secondo il Central Standard Time (UTC-6).
| Giorno    | Data           | Inizio | Fine  | Evento                            | Fase        |
| --------- | -------------- | ------ | ----- | --------------------------------- | ----------- |
| Giorno 13 | Mer 26 ottobre | 11:00  | 13:00 | 100, +100 kg Uomini; +78 kg Donne | Preliminari |
| Giorno 13 | Mer 26 ottobre | 17:00  | 19:10 | 100, +100 Uomini; +78 kg Donne    | Finali      |
| Giorno 14 | Gio 27 ottobre | 11:00  | 13:00 | 81, 90 kg Uomini; 70, 78 kg Donne | Preliminari |
| Giorno 14 | Gio 27 ottobre | 17:00  | 19:10 | 81, 90 Uomini; 70, 78 kg Donne    | Finali      |
| Giorno 15 | Ven 28 ottobre | 11:00  | 13:00 | 66, 73 kg Uomini; 57, 63 kg Donne | Preliminari |
| Giorno 15 | Ven 28 ottobre | 17:00  | 19:10 | 66, 73 Uomini; 57, 63 kg Donne    | Finali      |
| Giorno 16 | Sab 29 ottobre | 11:00  | 13:00 | 60 kg Uomini; 48, 52 kg Donne     | Preliminari |
| Giorno 16 | Sab 29 ottobre | 17:00  | 19:10 | 60 Uomini; 48, 52 kg Donne        | Finali      |

## Risultati

### Uomini
| Evento                      | Oro               | Argento           | Bronzo                          |
| Pesi super-leggeri (60 kg)  | Felipe Kitadai    | Nabor Castillo    | Juan Postigos Aaron Kunihiro    |
| Pesi mezzo-leggeri (66 kg)  | Leandro Da Cunha  | Kenneth Hashimoto | Anyelo Gómez Ricardo Valderrama |
| Pesi leggeri (73 kg)        | Bruno Silva       | Alejandro Clara   | Nicholas Tritton Ronald Girones |
| Pesi medio-leggeri (81 kg)  | Leandro Guilheiro | Gadiel Miranda    | Antoine Valois Emmanuel Lucenti |
| Pesi medi (90 kg)           | Tiago Camilo      | Asley González    | Alexandre Emond Isao Cardenas   |
| Pesi medio-massimi (100 kg) | Luciano Correa    | Oreydis Despaigne | Cristián Schmidt Sergio García  |
| Pesi massimi (+100 kg)      | Óscar Brayson     | Rafael Silva      | Luis Salazar Ramón Flores       |

### Donne
| Evento                     | Oro                 | Argento           | Bronzo                             |
| Pesi super-leggeri (48 kg) | Paula Pareto        | Dayaris Mestre    | Angela Woosley Sarah Menezes       |
| Pesi mezzo-leggeri (52 kg) | Yanet Bermoy        | Érika Miranda     | Angelica Delgado Yulieth Sánchez   |
| Pesi leggeri (57 kg)       | Yurisleidys Lupetey | Rafaela Silva     | Joliane Melançon Hana Carmichael   |
| Pesi medio-leggeri (63 kg) | Yaritza Abel        | Karina Acosta     | Christal Ransom Stéphanie Tremblay |
| Pesi medi (70 kg)          | Onix Cortés         | Yuri Alvear       | María Pérez Maria Mazzoleni        |
| Pesi medio-massimi (78 kg) | Kayla Harrison      | Catherine Roberge | Yalennis Castillo Mayra da Silva   |
| Pesi massimi (+78 kg)      | Idalys Ortiz        | Melissa Mojica    | Maria Altherman Vanessa Zambotti   |

## Medagliere
| Posizione | Nazione     | Oro | Argento | Bronzo | Totale |
| --------- | ----------- | --- | ------- | ------ | ------ |
| 1         | Brasile     | 6   | 3       | 4      | 13     |
| 2         | Cuba        | 6   | 3       | 3      | 12     |
| 3         | Stati Uniti | 1   | 1       | 5      | 7      |
| 4         | Argentina   | 1   | 1       | 2      | 4      |
| 5         | Messico     | 0   | 2       | 4      | 6      |
| 6         | Porto Rico  | 0   | 2       | 1      | 3      |
| 7         | Canada      | 0   | 1       | 5      | 6      |
| 8         | Colombia    | 0   | 1       | 2      | 3      |
| 9         | Perù        | 0   | 0       | 1      | 1      |
| 9         | Venezuela   | 0   | 0       | 1      | 1      |
| Totale    | Totale      | 14  | 14      | 28     | 56     |